# Dario Sissakis
Dario Sissakis (* 26. Juni 1998 in Berlin) ist ein deutscher Turner. Er wurde vom Deutschen Turner-Bund für die 50. Turn-Weltmeisterschaften 2021 in Kitakyūshū, Japan, nominiert. Bei den Deutschen Meisterschaften 2025 gewann er den Titel am Barren.

## Karriere
Sissakis begann bei der TSV 1997 Oranienburg mit dem Gerätturnen, wechselte zum Schul- und Leistungssportzentrum Berlin und trat in seit seiner Jugend im Folgenden für den SC Berlin an. In dieser Zeit konnte er einige Erfolge verzeichnen, darunter ein Meistertitel in der Altersklasse 13/14 im Jahr 2012 bei den Deutschen Jugendmeisterschaften und beim Deutschland-Pokal sowie ein Vizemeistertitel in der Altersklasse 15/16 bei den Deutschen Jugendmeisterschaften 2014. Seine erste Deutschen Meisterschaften der Senioren bestritt er noch als Junior im Rahmen des Internationalen Deutschen Turnfest 2017 in Berlin, bevor er im folgenden Jahr zu den Senioren wechselte. Bei den Deutschen Turnmeisterschaften erreichte er 2018 die Bronzemedaille am Sprung sowie 2019 am Boden, seinen beiden Spezialgeräten.
Sissakis trat in der Deutschen Turnliga zunächst für die Siegerländer Kunstturnvereinigung an und war dort mehrfach Topscorer des Teams, bevor er im Jahr 2021 zur KTV Straubenhardt wechselte. Auf nationaler Ebene wurde er nach einigen Jahren ohne Kaderstatus, aber Einsätzen in Länderwettkämpfen, im Jahr 2020 als einer der „Hoffnungsträger für die Zukunft“, so die Bundestrainer, wieder in den Perspektivkader aufgenommen.
Im Oktober 2021 nahm er schließlich an der Qualifikation für die 50. Turn-Weltmeisterschaften 2021 in Kitakyūshū, Japan, am Olympischen und Paralympischen Trainingszentrum für Deutschland in Kienbaum teil, konnte aber nicht an allen sechs Geräten antreten. Dennoch wurde er im Nachgang vom Deutschen Turner-Bund für die Männermannschaft zu seiner ersten Weltmeisterschaftsteilnahme mit anderen Turnern seines Jahrganges neben dem mehrfachen Weltmeisterschafts- und Olympiateilnehmer Andreas Bretschneider nominiert. Der Deutsche Turner-Bund tritt gemäß Nationaltrainer Waleri Belenki mit einer Mischung aus erfahreneren und jüngeren Turnern an, um letzteren die Möglichkeit zur Vorbereitung auf die Olympischen Sommerspiele 2024 in Paris zu ermöglichen. Ein Teil der Teilnehmer der Olympischen Sommerspiele 2021 hatte eine Teilnahme an den Turn-Weltmeisterschaften 2021 zuvor abgesagt. Sissakis turnte an zwei Geräten, konnte sich jedoch für kein Gerätefinale qualifizieren.
Bei den Deutschen Meisterschaften 2025 gewann er überraschend den Titel am Barren vor dem amtierenden Europameister an diesem Gerät, Nils Dunkel.
Sissakis wurde unter anderem vom Turner Brian Gladow sowie Roland Hirsch und Sascha Münker trainiert. Derzeit ist er in Ausbildung bei der Bundespolizei in Kienbaum.

## Galerie

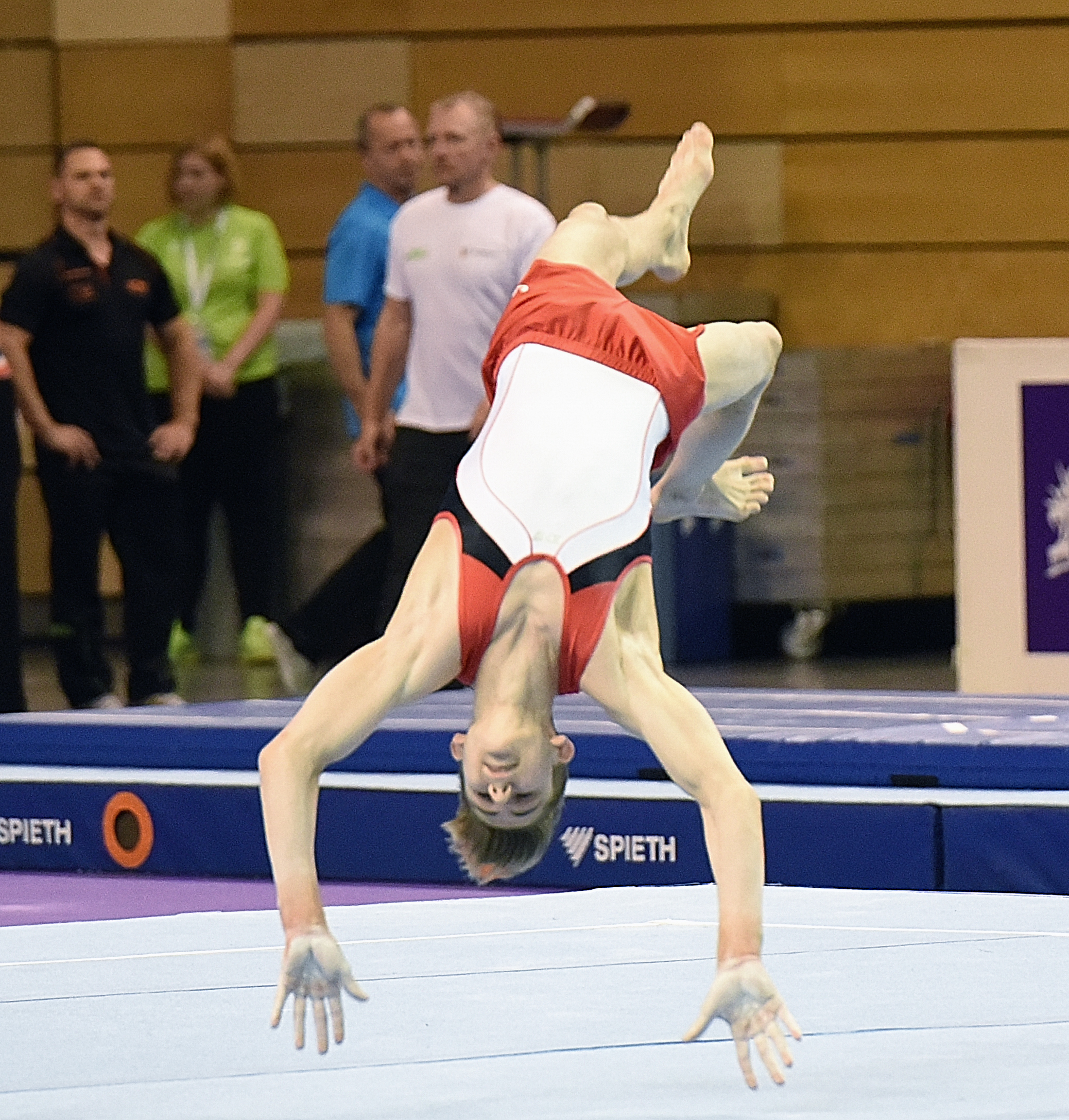
Sissakis am Boden,
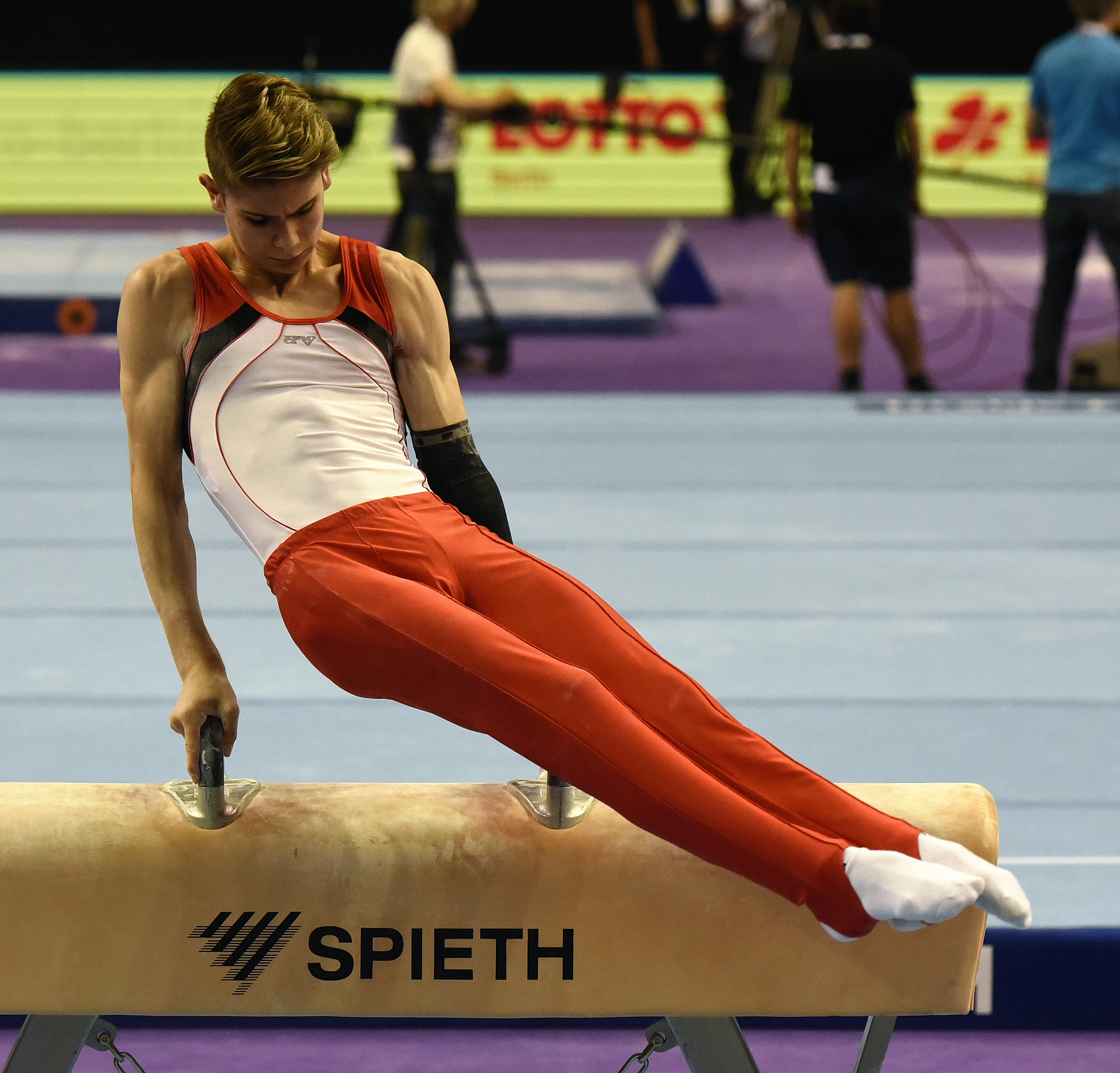
Pferd,
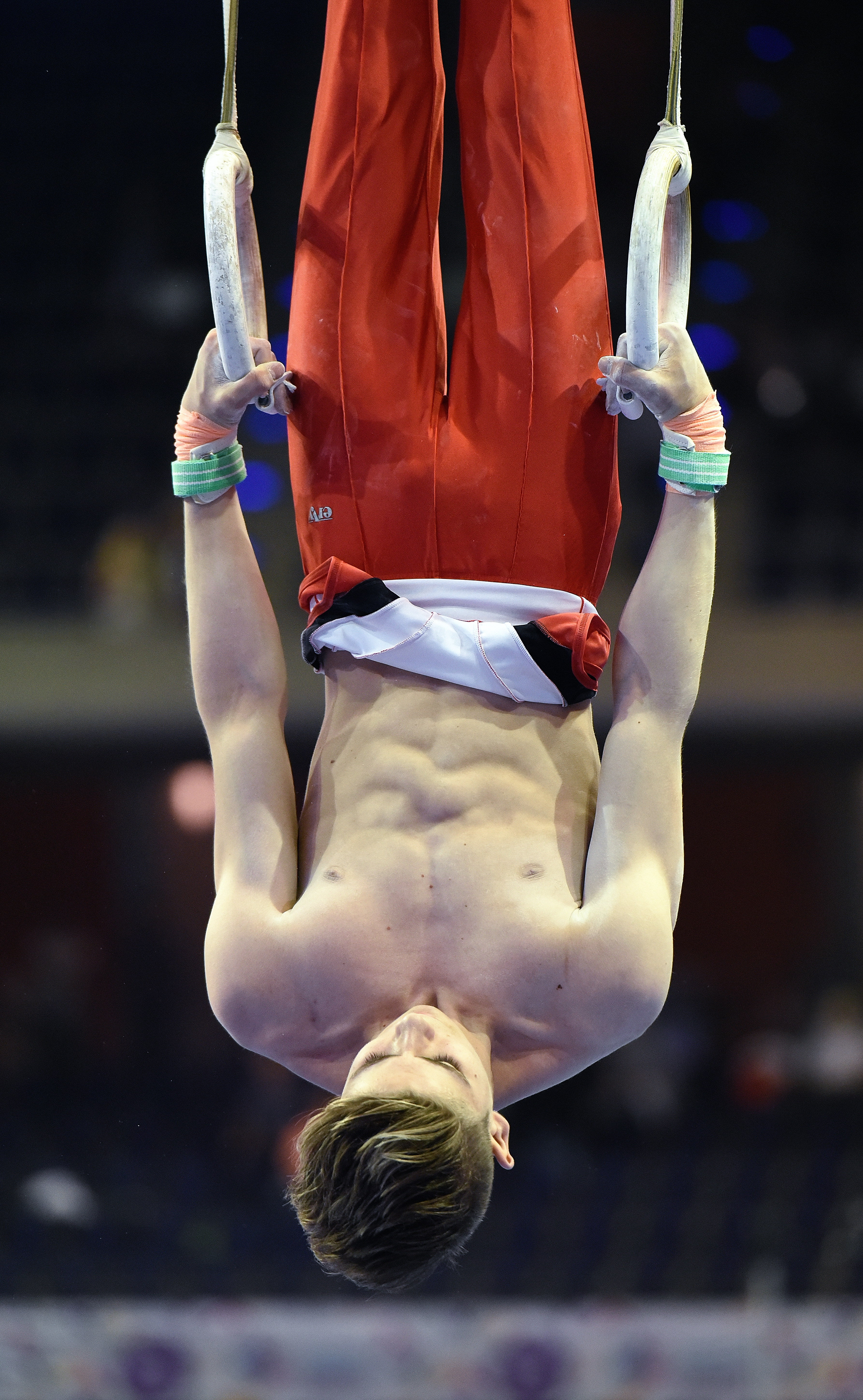
an den Ringen,
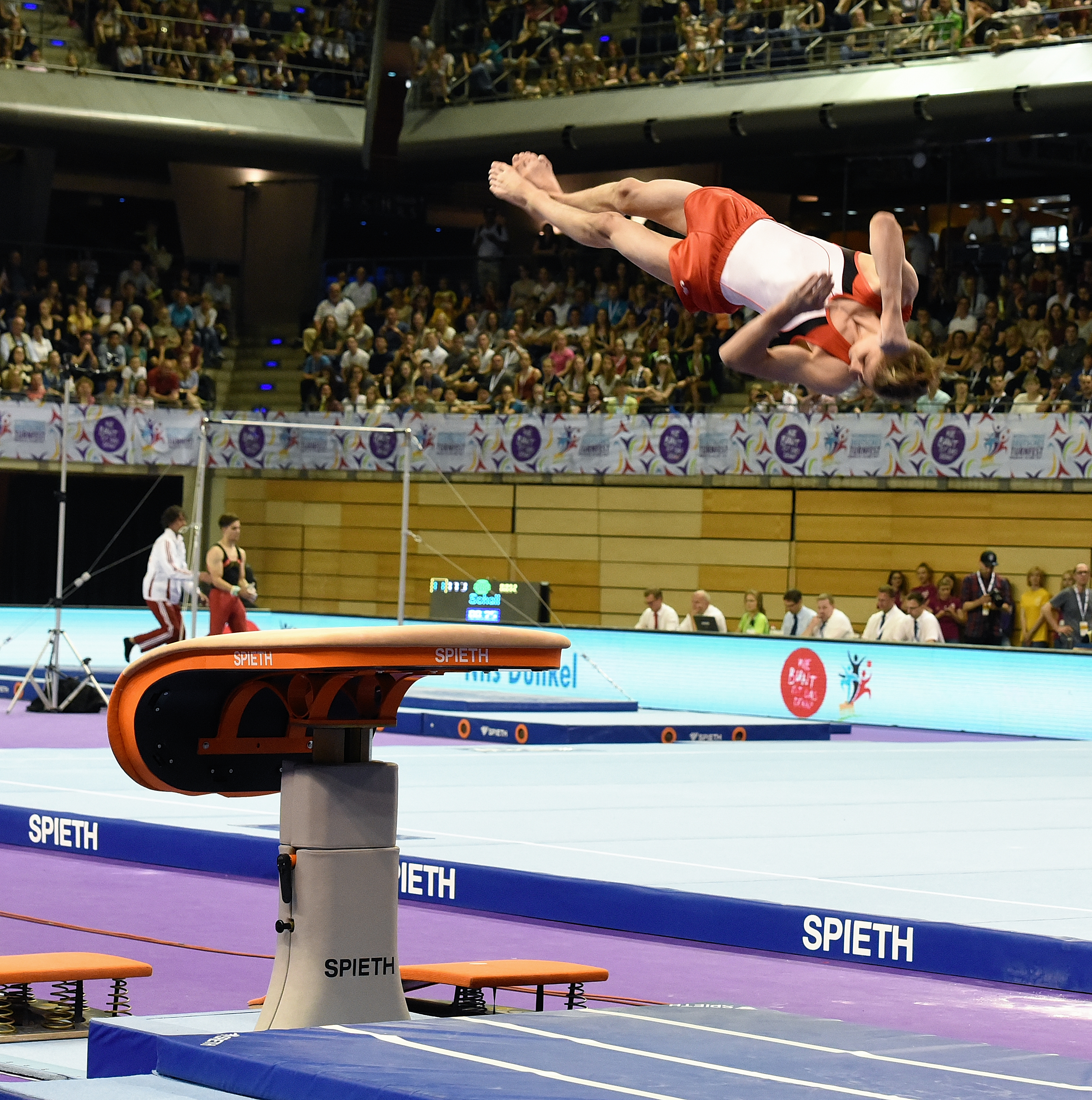
am Sprung,
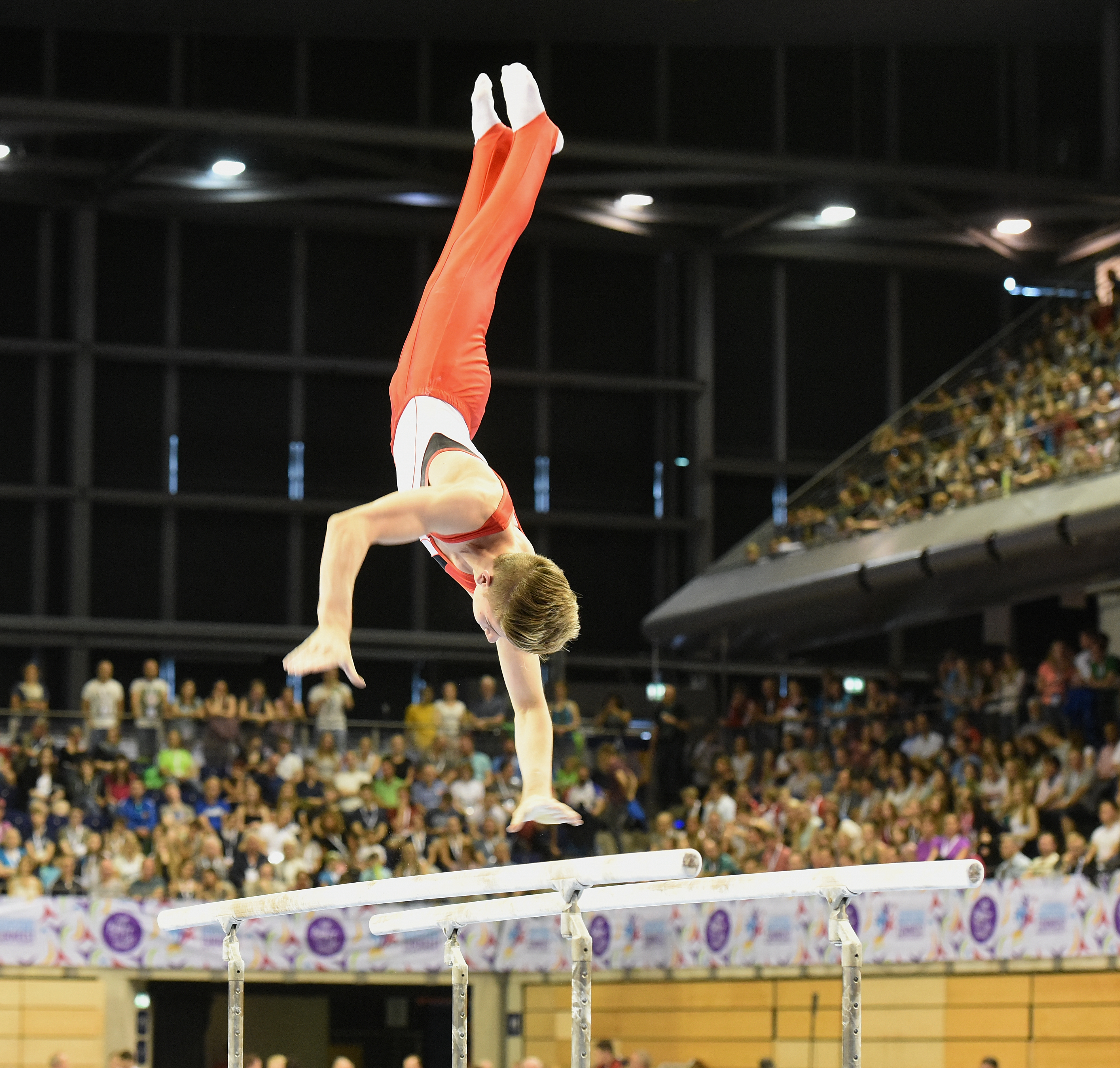
Barren und
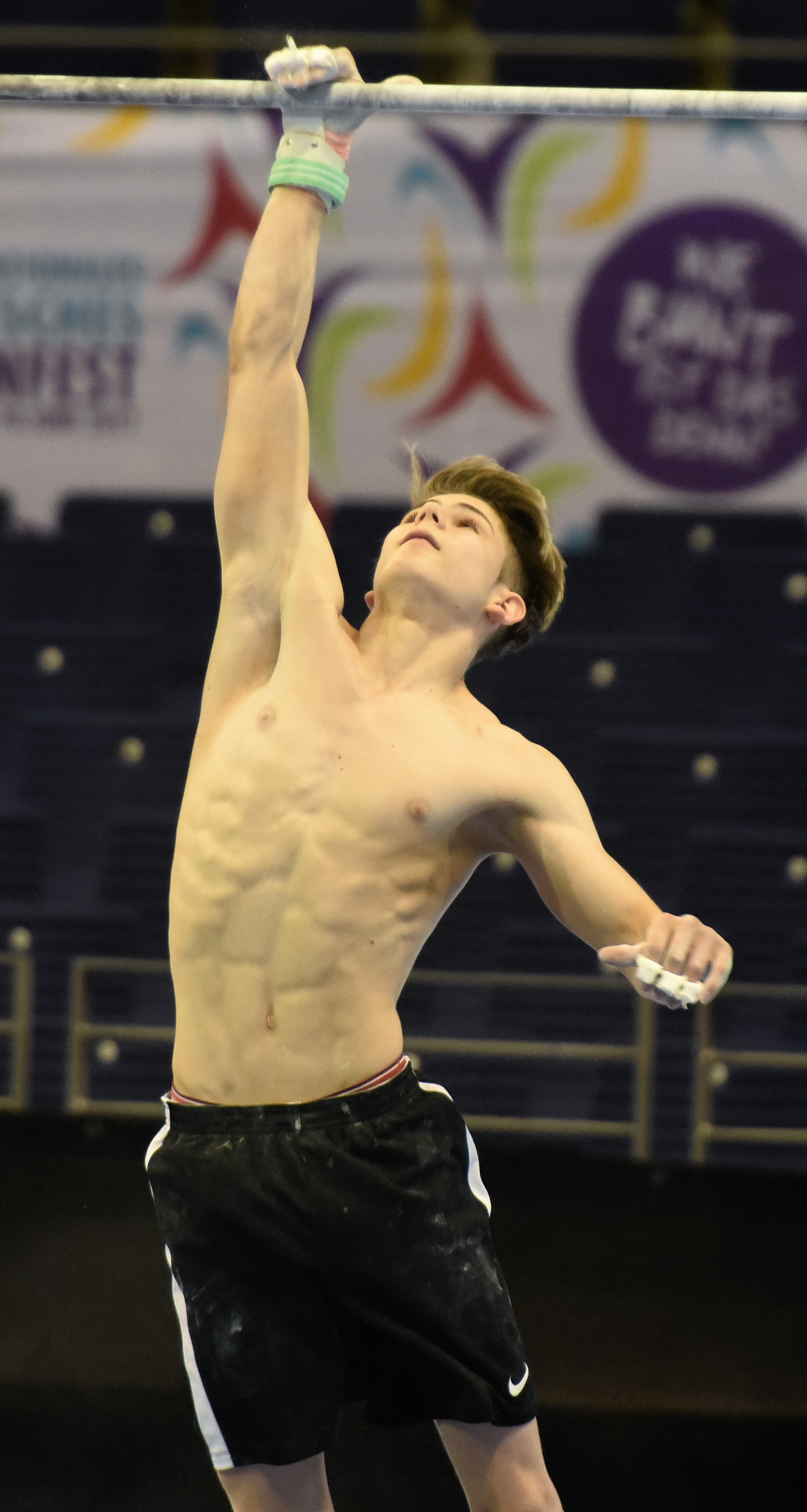
Reck.